# Und unsere Träume werden wahr
Kyun! Ho Gaya Na... ist ein Bollywoodfilm aus dem Jahr 2004.

## Handlung
Arjun Khanna, ein gutaussehender junger Mann, steckt voller Lebensfreude und verbringt seine meiste Zeit mit seinen Freunden. Vor allem für Rallyes und Bowling zeigt er große Begeisterung. Von Liebe hält er wenig und will deshalb, dass seine Eltern eine geeignete Ehefrau für ihn finden. Ganz anders Diya Malhotra. Sie träumt von der großen Liebe und würde sich niemals auf eine arrangierte Ehe einlassen.
Wie das Schicksal es so will, treffen sich die beiden zum ersten Mal in einem Zug Richtung Bombay. Er ist unterwegs nach Hause, sie auf dem Weg zum Freund ihres Vaters. Als die beiden am jeweiligen Ziel ankommen, stehen sie sich wieder gegenüber. Denn der Freund ihres Vaters ist gleichzeitig auch Arjuns Vater. Dass dies von deren Eltern so geplant ist, ahnen Diya und Arjun nicht.
Die beiden freunden sich sehr schnell an. Sie gehen auf Partys, spielen sich gegenseitig Streiche und verstehen sich auch sonst sehr gut. Einmal jedoch treibt es Arjun mit seinen Streichen zu weit und verletzt dabei Diyas Gefühle, die sich bereits vor einiger Zeit in ihn verliebt hat.
Diya verlässt das Haus von Arjuns Eltern und fährt wieder nach Hause, um dort Raj Chauhan zur Hilfe zu kommen. Raj Chauhan ist ein alter Mann und Leiter eines kleinen Waisenhauses. Arjun reist ihr hinterher, weil er ein schlechtes Gewissen hat, nachdem Diya ihre Liebe zu ihm gestanden hatte. Er entschuldigt sich bei ihr.
Nun lernt auch Raj Arjun kennen und merkt, dass Arjun Diya liebt, es aber nur noch nicht begriffen hat. Deshalb heckt Raj einen Plan aus, um die Wege der beiden Liebenden zusammenzuführen. Da kommt ihm Ishaan gerade recht. Ishaan ist der Kindheitsfreund von Diya und ist selbst ein Waisenkind gewesen. Er hat vor, seine Freundin Preeti zu heiraten, machen Arjun dabei vor Diya sei die Braut, um Arjuns großen Verlust (seine Liebe zu Diya) klarzumachen. 
So lernt Arjun aus seinen Fehlern und gesteht seine Liebe zu Diya noch am Tag der Hochzeit. Erst lässt Diya ihn abblitzen, um in Arjun noch ein schlechtes Gewissen hervorzurufen. Doch letztendlich klären sie Arjun auf und die beiden finden endlich zusammen.

## Sonstiges
Zum Zeitpunkt des Filmdrehs waren die beiden Hauptdarsteller Vivek Oberoi und Aishwarya Rai liiert. Doch die beiden trennten sich und später (am 20. April 2007) heiratete Aishwarya Rai den Schauspieler Abhishek Bachchan.

## Auszeichnungen
- Zee Cine Award/Beste Choreografie für Pyaar Mein Sau Uljane an Raju Sundaram (2005)